# 空気冷凍サイクル
空気冷凍サイクル（くうきれいとうサイクル）は、気体を圧縮機で圧縮し、熱交換器で冷却した後、膨張タービンで動力回収して圧力・温度を下げ低温を得る、冷凍機の熱力学サイクルである。
小型軽量であるため、開放型のものが航空機の客室用空調に用いられている。また、-150℃以下で蒸気圧縮冷凍サイクルより効率がよくなることを生かして、密閉型のものが空気・天然ガスの液化に用いられている。

## 膨張弁サイクル
1 - 圧縮機が気体に lc の仕事を加えて圧縮 →2
2 - 熱交換器で冷却 →3
3 - 膨張タービンで lt の仕事をして膨張 →4
4 -  r の熱量を吸収 →1

## 理想的な場合のサイクル
圧縮機などの損失がない場合を考えると、逆カルノーサイクルと同等である。
lt = cp ( T3 - T4 )
ro = cp ( T1 - T4 )
lc = cp ( T2 - T1 )
よって
lo = lc - lt = cp ( T2 - T1 ) - cp ( T3 - T4 )
(COP)R = ro / l = ( T1 - T4 ) / {( T2 - T1 ) - ( T3 - T4 )}
断熱圧縮時と断熱膨張時の圧力比 Ph / Pl は等しいため
T2 / T1 = ( Ph / Pl )(κ-1)κ = T3 / T4
よって
(COP)R = T1 / ( T2 - T1 ) = T4 / ( T3 - T4 )
(COP)R : 冷凍サイクルの理論成績係数
ro : 理想的な場合の気体1kgあたり冷却効果
lo : 理想的な場合の気体1kgあたりに必要な仕事
κ : 気体の比熱比 T : 気体の温度 P : 気体の圧力

## 損失を考慮したサイクル
圧縮機・膨張タービンでの損失を考慮すると
ηt = ( T3 - T4' ) / ( T3 - T4 )
ηc = ( T2 - T1 ) / ( T2' - T1 )
r = cp ( T1 - T4' )
l = ( T2 - T1 ) cp / ηc - ηt cp ( T3 - T4 )
(COP)R = r / l = ηc ( T1 - T4' ) / {( T2 - T1 ) - ηc ηt ( T3 - T4 )}
ηc : 圧縮機効率
ηt : 膨張タービン効率
T4' : 実際の膨張タービンの出口温度
T2' : 実際の圧縮機の出口温度
r : 実際の気体1kgあたり冷却効果
l : 実際の気体1kgあたりに必要な仕事